# Henrik Telkes
Henrik Telkes (n. 1881, Sânnicolau Mare, comitatul Torontal, Austro-Ungaria – d. 1964, Timișoara, România) a fost un arhitect, antreprenor și proiectant român de etnie evreiască.

## Biografie
S-a născut în 1881 la Sânnicolau Mare ca Henrik Rosenthal, maghiarizîndu-și, mai târziu, numele de familie în Telkes.
A absolvit liceul la Timișoara și a urmat cursurile Facultății de arhitectură din cadrul Politehnicii din Budapesta.
După finalizarea studiilor, a lucrat timp de cinci ani la primăria orașului Timișoara, iar în anul 1910, a fondat un birou de arhitectură, prin intermediul căruia a realizat mai multe proiecte notabile în decurs de trei ani, inclusiv șapte palate în stilul Secession, caracteristic perioadei începutului anilor 1900.
În anul 1918, în colaborare cu membri ai familiei sale, acesta a înființat o fabrică de săpun numită Fabrica Rosenthal și Telkes, aceasta funcționând până după încheierea celui de-al Doilea Război Mondial. Fabrica era situată, conform memoriile lui Annie Hammer, pe actualul splai Peneș Curcanul.
În perioada cuprinsă între anii 1950 și până la vârsta de 80 de ani, a lucrat ca proiectant în cadrul mai multor instituții de stat.
A decedat în 1964 și este înmormântat în cimitirul evreiesc de pe Calea Lipovei din Timișoara.

## Activitate

### 1910
- Palatul Antal Nägele, cunoscut sub numele de Farmacia Kovács, pe str. Dacilor nr. 10, construit inițial pentru farmacistul Anton Nägele, care a vândut clădirea în anul 1917 farmacistului Kovács Aladár;

### 1911
- Palatul Csermák, clădiri gemene situate pe Bulevardul Iuliu Maniu nr. 36 din Timișoara;
- Palatul Miksa Róna cu fațade pe două străzi: Piața Romanilor nr. 2 și str. Ștefan cel Mare nr. 4;
- Palatul Katalin Panits pe Bulevardul Regele Carol I nr. 19, care a rezultat în urma reconstrucției unui imobil existent;
- Palatul Miksa (Max) Brück, Bulevardul Iuliu Maniu nr. 40;
- Palatul Ágoston Gálgon, pe str. Eugeniu de Savoya nr. 9;

### 1912
- Palatul Löffler din Piața Victoriei din Timișoara;

### 1913
- Palatul Béla Gudenus de Gad de pe str. Emanoil Gojdu nr. 7;

### 1942
- bloc pentru propria familie pe strada Titu Maiorescu nr. 15.

Împreună cu arhitectul șef al orașului, László Székely, Henrik Telkes a contribuit și la realizarea ansamblului celor șase clădiri de locuințe sociale de pe Bulevardul Take Ionescu din Timișoara. Acest proiect, finanțat de Primăria Timișoarei și de către Ministerul din Budapesta, a fost inițiat în anul 1911 și finalizat câțiva ani mai târziu. Aceste construcții reprezentau primele locuințe sociale din istoria orașului.